# Léon Choubrac
 (juillet 2023).
Si vous disposez d'ouvrages ou d'articles de référence ou si vous connaissez des sites web de qualité traitant du thème abordé ici, merci de compléter l'article en donnant les références utiles à sa vérifiabilité et en les liant à la section « Notes et références ».
Léon Victor Choubrac, né le 17 novembre 1847 dans le 3e arrondissement de Paris et mort le 5 avril 1885 dans le 18e arrondissement de Paris, est un peintre, dessinateur, affichiste et illustrateur français.

## Biographie
Fils du dessinateur Victor Choubrac (1823-1884), frère aîné de l'artiste Alfred Choubrac, également affichiste, Léon Choubrac, qui signait parfois ses dessins Hope, produisit quelques affiches pour la scène parisienne comme l'Alcazar d'hiver (1882), pour des magasins comme A la Capitale et fut illustrateur pour les œuvres d’Émile Zola, ainsi que pour de nombreux romans historiques et romans feuilletons en vogue.
Les frères Choubrac furent parmi les premiers, dès 1875, à pratiquer le métier d'affichiste au sens moderne[pas clair][réf. nécessaire]. Ils furent tous deux formés par Charles Doërr (1815-1894) et Isidore Pils (1813-1875).
Un fonds d'affiches est conservé au Cabinet des estampes de la BNF.

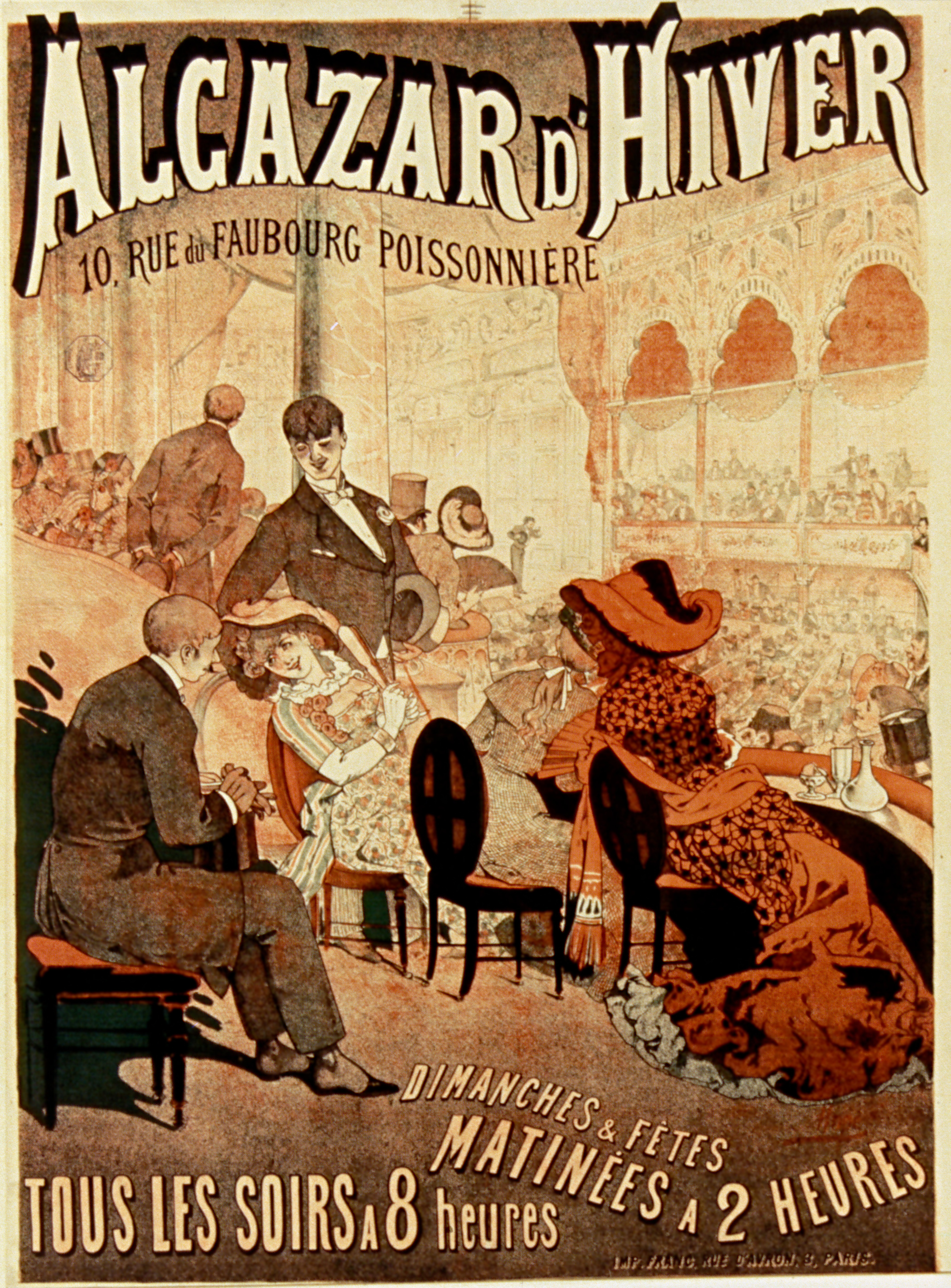
Affiche pour l'Alcazar d'hiver (1882).
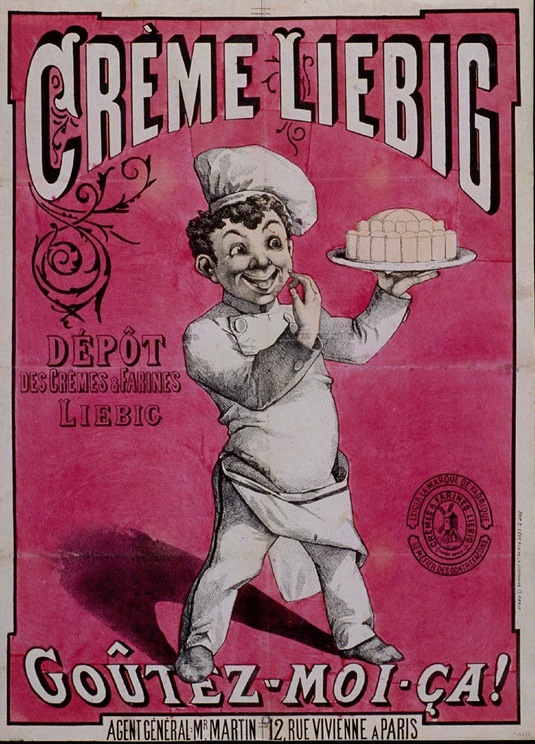
Affiche pour Crème Liebig.
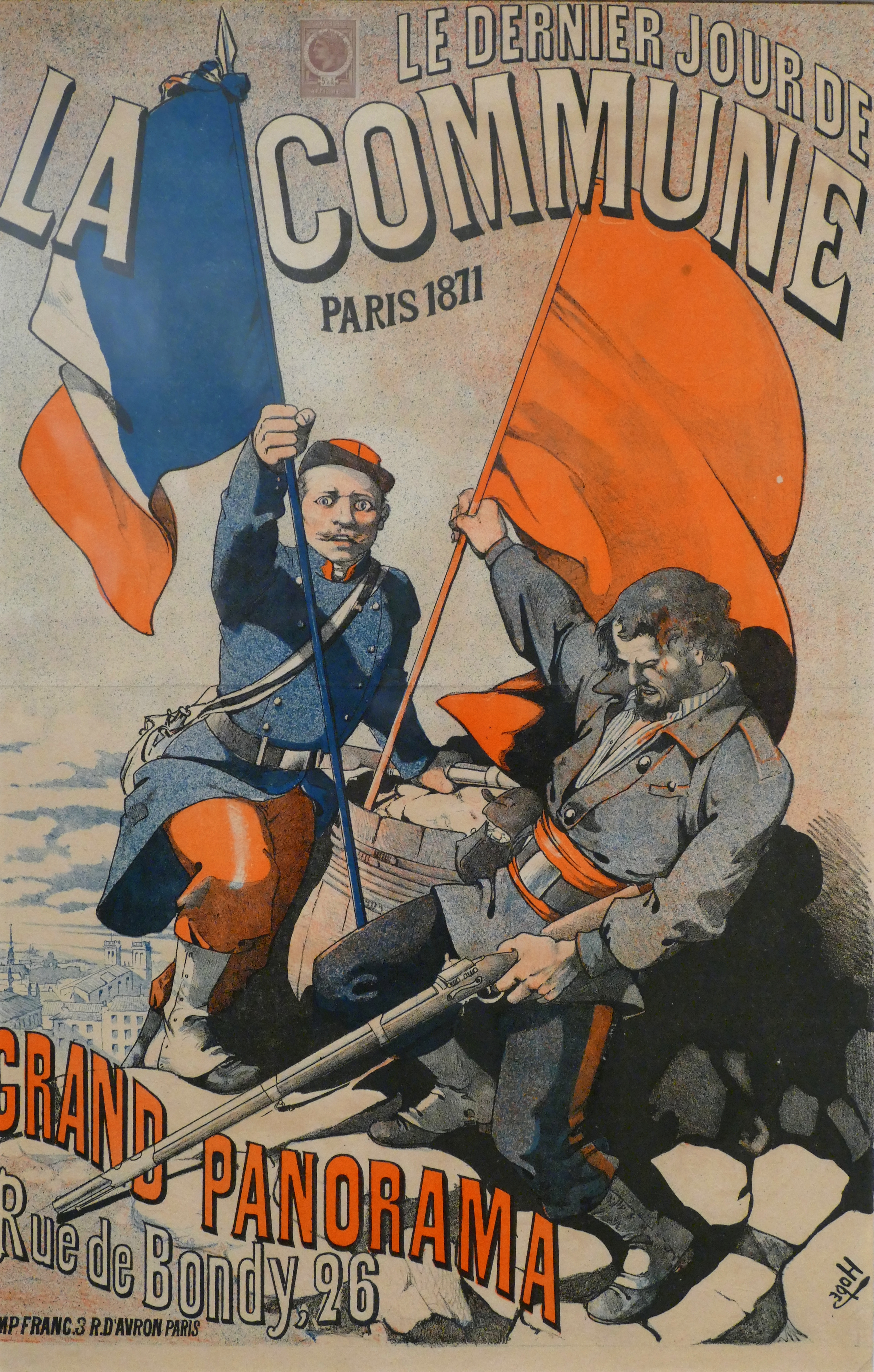
Affiche pour le panorama de la rue de Bondy à Paris.